# Три закони робототехніки

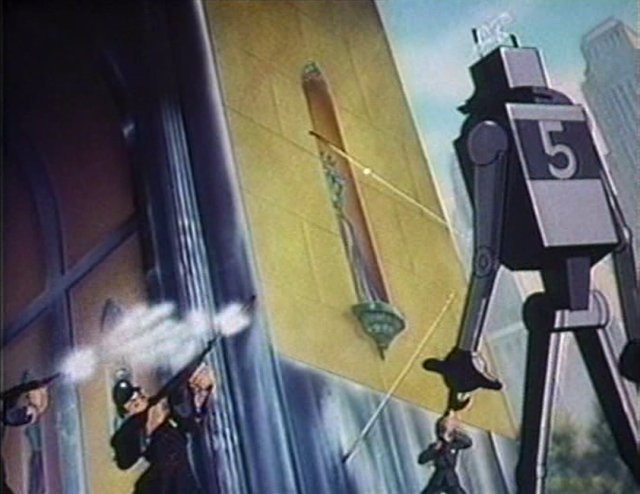
Типове уявлення робота до законів Азімова (мультфільм «Супермен»)

Три закони робототехніки — обов'язкові правила поведінки для роботів, вперше сформульовані Айзеком Азімовим в оповіданні 1942 року «Зачароване коло» (увійшло до збірки 1950 року «Я, робот»), хоча подібні обмеження тим чи іншим чином згадувались і в попередніх оповіданнях. Ці закони були призначені не допустити, щоб роботи могли нашкодити людям.

## Формулювання законів
| 1. Робот не може нашкодити людині або через свою бездіяльність допустити, щоб людині було завдано шкоди. 2. Робот мусить підкорятися наказам людини, коли ці накази не суперечать Першому закону. 3. Робот повинен дбати про свою безпеку доти, поки це не суперечить Першому і Другому законам. Оригінальний текст (англ.) 1. A robot may not injure a human being or, through inaction, allow a human being to come to harm. 2. A robot must obey orders given it by human beings except where such orders would conflict with the First Law. 3. A robot must protect its own existence as long as such protection does not conflict with the First or Second Law. |

Ці три основні закони — наскрізна тема оповідань про роботів Айзека Азімова. Письменник створив особливу професію — робопсихолога, спеціаліста, що на основі трьох законів робототехніки інтерпретує поведінку роботів. Видатним робопсихологом була Сьюзен Келвін. Айзеку Азімову також належить термін «Робототехніка» (англ. Robotics), який переріс область наукової фантастики й увійшов у реальне життя.
Наприкінці життя в романах із циклу «Фундація» Азімов запровадив четвертий, або нульовий закон робототехніки, яким керується Р. Даніл Оліво — робот віком понад двадцять тисяч років:
| 0. Робот не може заподіяти своїми діями чи бездіяльністю шкоди людству. Оригінальний текст (англ.) 0. A robot may not harm humanity, or, by inaction, allow humanity to come to harm. |

## Недосконалості законів
Персонаж Ілля Бейлі в романі Айзека Азімова «Оголене сонце» (1955) зазначає, що закони робототехніки були переформульовані, оскільки роботи могли порушувати їх через недостатність інформації про своє завдання. Так, перший закон в новій редакції має вигляд: «Робот не може робити нічого, що, наскільки йому відомо, завдасть шкоди людині, а також, через бездіяльність, свідомо дозволити людині заподіяти шкоду». Адже робот може стати знаряддями вбивства, не знаючи про шкідливість своїх дій; наприклад, якщо наказати йому додати в їжу певну речовину, але не попередити про її отруйність. Крім того, як зазначає Бейлі, спритний злочинець міг би розподілити завдання між декількома роботами, щоб жоден окремий робот не міг зрозуміти як сукупність їхніх дій завдасть людині шкоди. До того ж робот може бути хибно переконаний, що, наприклад, на борту космічного корабля немає людей, і атакувати його.
У романі «Фундація та Земля» (1986) згадується людська цивілізація соляріан, яка вважає людьми лише себе, тому їхні роботи цілком можуть шкодити всім, хто не розпізнані як соляріани. В романі «Роботи та Імперія» (1985) роботи нижчого класу отримували інструкції від свого наглядача про те, чи вважаються певні істоти людьми. Азімов декілька разів звертався до проблеми гуманоїдних роботів у романі «Роботи та імперія» та оповіданнях «Докази» й «Інцидент на трьохсотліття», де описано роботів, які вдають із себе людей.
Гвендолін Батлер зауважувала таку проблему, що робот може вважати себе людиною, а тому не виконувати закони, як це сталося в «Труні для Канарки» (1974). Кларк у «Роботах світанку» (1983) зазначає, що використання людиноподібних роботів для колонізації космосу може призвести до того, що роботи стануть вважати себе справжніми людьми та вирішать залишити нові планети собі. Як зазначено в «П'ятому законі робототехніки» (1983) Ніколи Кесаровські, «Робот повинен знати, що він робот».
Проблематичне також визначення шкоди, позаяк ризикована дія може розглядатися як недопустима. Азімов вважав, що достатньо досконалий робот, як головний герой повісті «Двохсотлітня людина» (1976), здатний зважити ризики і виконати, наприклад, хірургічну операцію, адже потенційна користь від неї переважає над можливою шкодою.